# یواس‌اس ماکوینا (وای‌تی‌بی-۲۲۵)
یواس‌اس ماکوینا (وای‌تی‌بی-۲۲۵) (به انگلیسی: USS Maquinna (YTB-225)) یک کشتی بود که طول آن ۱۱۰ فوت ۰ اینچ (۳۳٫۵۳ متر) بود. این کشتی در سال ۱۹۴۴ ساخته شد.